# Joel McHale
Joel Edward McHale (Rome, 20 november 1971) is een Amerikaans filmacteur en televisiepresentator. Sinds 2004 presenteert hij het wekelijkse programma The Soup, dat wordt uitgezonden op E!: Entertainment Television. Daarnaast speelde hij de rol van Jeff Winger in de door NBC uitgezonden sitcom Community.

## Biografie
McHale werd geboren in de hoofdstad van Italië als het tweede kind van Jack en Laurie. Zijn vader was destijds namelijk op zakenreis in Rome. Na opgegroeid te zijn in de omgeving van Seattle slaagde hij in 1991 op de Mercer Island High School. Vier jaar later behaalde hij zijn bachelordiploma geschiedenis aan de Universiteit van Washington. Tijdens zijn studie was hij slechts anderhalve maand lang lid van de studentenvereniging Theta Chi, die hij verliet omdat hij het naar eigen zeggen niet kon uitstaan om er langer lid van te zijn. Hij ontving vervolgens een masterdiploma in acteren via het Professional Actors Training Program van deze universiteit.